# Johan Mjällby
Johan Mjällby (* 9. Februar 1971 in der Järfälla) ist ein ehemaliger schwedischer Fußballspieler, der mittlerweile als Trainer tätig ist.

## Vereinslaufbahn

### Karrierebeginn in Schweden
Mjällby spielte ab 1976 in der Jugend von IK Bele Tennis und Fußball. Er entschied sich für eine Fußballlaufbahn und wechselte 1984 in die Jugend von AIK Solna. 
Als AIK 1992 die Meisterschaft gewann, gehörte er zum Kader. Allerdings verweigerte er die Auszeichnung mit der Goldmedaille, da er seiner Ansicht nach nicht ausreichend zum Titelgewinn beigetragen hätte. 1998 wurde er ein zweites Mal schwedischer Meister und machte international auf sich aufmerksam. 

### Erfolge in Schottland
Nach Saisonende im November 1998 unterzeichnete Mjällby einen Vertrag bei Celtic Glasgow, die circa 1,2 Millionen £ Ablösesumme für ihn überwiesen. Bei seinem Debüt für Celtic in der Scottish Premier League konnte er einen 5:1-Erfolg über den Erzrivalen Glasgow Rangers feiern.
2000 konnte Mjällby seinen ersten Titelgewinn in Schottland feiern, im Finale des Scottish League Cup wurde der FC Aberdeen mit 2:0 geschlagen. Ein Jahr später gelang das „Scottish Treble“, als Celtic Meister, Pokalsieger und Sieger im Scottish League Cup wurde.
Im folgenden Jahr spielte Mjällby erstmals in der Champions League, scheiterte aber mit der Mannschaft als Dritter in der Gruppenphase.  Im selben Jahr konnte der Meistertitel verteidigt werden. 
In der Saison 2002/03 verpasste Celtic die Qualifikation für die Gruppenphase der Champions League und musste somit im UEFA-Pokal antreten. Dort erreichte die Mannschaft um Mjällby das Finale gegen den FC Porto, das allerdings Derlei in der 115. Minute per Silver Goal zu Gunsten der Portugiesen entschied.
Nachdem er in der Saison 2003/04 mehrmals von Verletzungen gebremst worden war, entschied sich Mjällby gegen die Verlängerung seines Vertrages bei Celtic um ein Jahr.

### Ein Jahr Spanien
Im Sommer 2004 unterschrieb Mjällby einen Vertrag beim von Bernd Schuster trainierten UD Levante. Allerdings erlaubten seine in Schottland erstmals aufgetretenen Verletzungsprobleme ihm kaum Spieleinsätze, so dass er nur ein Jahr in Spanien blieb.

### Karriereende und Trainertätigkeit
Mjällby hatte wegen seiner Verletzungen fast ein Jahr kein Fußball mehr spielen können, als er sein Comeback bei AIK Solna versuchte. Aber am 16. Mai 2006 musste er seine professionelle Karriere endgültig beenden und wechselte zu Rimbo IF in den Amateurbereich, wo er als Spielertrainer tätig ist. Außerdem arbeitet er als Fernsehexperte für den schwedischen Sportsender Viasat Sport.
Am 25. März 2010 wurde Mjällby Assistenztrainer von Neil Lennon bei seiner ehemaligen Spielstation Celtic, als dieser den entlassenen Tony Mowbray beerbte.

## Nationalmannschaft
Mjällby debütierte für die schwedische Nationalelf am 12. März 1997 im Spiel gegen Israel. Insgesamt spielte er 49 Mal für sein Land, dabei gelangen ihm vier Tore. Er nahm an der Weltmeisterschaft 2002 und den Europameisterschaften 2000 und 2004 teil. 2002 wurde er als Nachfolger von Patrik Andersson Mannschaftskapitän der Auswahl und wurde in diesem Amt 2004 von Olof Mellberg abgelöst.

## Erfolge
- mit Celtic Glasgow
  - Schottischer Meister (3): 2001, 2002, 2004
  - Schottischer Pokalsieger (2): 2001, 2004
  - Schottischer Ligapokalsieger (2): 2000, 2001